# Mickey Niebieskie Oko
Mickey Niebieskie Oko (oryg. Mickey Blue Eyes) – film Kelly'ego Makina z 1999 roku, z Hugh Grantem w roli głównej.

## Fabuła
Brytyjczyk Michael Felgate (Hugh Grant) pracuje w nowojorskim domu aukcyjnym. Zakochuje się w nauczycielce pochodzenia włoskiego Ginie Vitale (Jeanne Tripplehorn) i wkrótce prosi ją o rękę. Dziewczyna, mimo że odwzajemnia jego uczucia, odrzuca oświadczyny. Wyjawia ukochanemu, że jest córką włoskiego gangstera. Obawia się więc, że jeśli dojdzie do ślubu, ojciec i jego kumple zrobią wszystko, by wciągnąć jej męża w swoje ciemne interesy.
Michael przekonuje Ginę, że przestępcy nie są w stanie wpłynąć na ich wspólne życie. W tym celu nawiązuje przyjazne stosunki z jej rodziną. Wkrótce Frank (James Caan) żąda dowodu lojalności przyszłego zięcia. Bez wiedzy Giny narzeczony wykorzystuje swoje stanowisko w pracy do nielegalnej działalności. Niebawem wpada w tarapaty.

## Obsada
- Hugh Grant – Michael Felgate
- Jeanne Tripplehorn – Gina Vitale
- James Caan – Frank Vitale
- Burt Young – Vito Graziosi
- Joe Viterelli – Vinnie D’Agostino
- Paul Lazar – Ritchie Vitale
- James Fox – Philip Cromwell, właściciel domu aukcyjnego, szef Michaela
- Maddie Corman – Carol, przyjaciółka Giny
- Scott Thompson – Lewis, agent FBI